# Vuhlehirsk
Vuhlehirsk (ukrainsk: Вуглегірськ, russisk: Углегорск, Uglegorsk) er en by i Bakhmut rajon, Donetsk oblast (provins) i Ukraine. Byens befolkningstal var 10.309 i 2001. Senest er befolkningstallet blevet anslået til  omkring 7.317 (2021).
Vuhlehirsk er en by på distriktsniveau i Donetsk-regionen, underlagt Yenakiieve byråd. Indbyggertallet er 8.226 (2011). Den officielle grundlæggelsesdato er 1879 - året for åbningen af jernbanestationen Khatsepetivka (Vuhlehirsk blev indtil 1958 kaldt landsbyen Khatsepetivka). Vuhlehirsk ligger i den sydøstlige del af Ukraine i en afstand af 61 km fra det regionale centrum Donetsk og 750 km fra Ukraines hovedstad Kyiv.
I februar 2015 blev byen under Krigen i Donbass indtaget af separatiststyrker fra den selverklærede Folkerepublikken Donetsk under Slaget ved Debaltseve.
Den 11. december 2014 blev bykommunen Vuhlehirsk, herunder byen Vuhlehirsk og fem andre landsbyer (Bulavyne, Hrozne, Kayutyne, Krasny Pakhar, Savelivka) sammen med to bykommuner (Olkhovatske og Bulavynske) overført fra Yenakiieve Kommune til Bakhmut rajon.